# Luvunga philippinensis
Luvunga philippinensis är en vinruteväxtart som beskrevs av Merrill. Luvunga philippinensis ingår i släktet Luvunga och familjen vinruteväxter. Inga underarter finns listade i Catalogue of Life.